# Trimukti
Trimukti is een bestuurslaag in het regentschap Musi Rawas van de provincie Zuid-Sumatra, Indonesië. Trimukti telt 2091 inwoners (volkstelling 2010).